# Gemeindeordnungen in Deutschland
Die Gemeindeordnungen (in einigen Ländern zusammen mit den anderen Ordnungen für die kommunalen Selbstverwaltungskörperschaften auch Kommunalverfassung genannt) schaffen in Deutschland die gesetzlichen Grundlagen, nach denen die Gemeinden die Angelegenheiten der örtlichen Gemeinschaft in eigener Verantwortung und freier Selbstverwaltung regeln. Es handelt sich um Landesgesetze, die jeweils vom Landesparlament eines Landes erlassen werden. Die gesetzlichen Regelungen können von Land zu Land sehr unterschiedlich sein.

## Allgemeines
In Deutschland liegt die gesetzgebende Zuständigkeit, auch zur Regelung der Gemeindeverfassung, durch Art. 70 des Grundgesetzes (GG) bei den Ländern. Folglich existieren entsprechend der Selbstverwaltungsgarantie des Art. 28 Abs. 2 Satz 1 GG und der Landesverfassungen Gemeindeordnungen, die Aufbau, Struktur, Zuständigkeit, Rechte und Pflichten der kommunalen Organe wie Verwaltung, Gemeindevertretung (Stadtverordnetenversammlung), Gemeindevorstand/Magistrat, Bürgermeister (Oberbürgermeister), Ortsbeirat, Ausländerbeirat usw. regeln. Die Gemeindeordnung ist gleichzeitig die Basis der kommunalen Finanzwirtschaft und regelt die staatliche Aufsicht über die Gemeinden. Die Umsetzung der Selbstverwaltung wird durch Hauptsatzungen der einzelnen Kommunen geregelt.
In den Stadtstaaten Berlin und Hamburg werden die Kommunalverfassungen durch die jeweiligen Landesverfassungen überlagert, da dort Gemeinde- und Landesebene zusammenfallen. Die Verfassung der Freien Hansestadt Bremen  gewährt den beiden Stadtgemeinden Bremen und Bremerhaven das Recht auf eine selbständige, von ihnen selbst erstellte Gemeindeverfassung. Die von der Landesverfassung vorgesehene Vereinigung von Aufgaben des Senats bzw. der Bürgerschaft für Land und Stadt Bremen kann die Stadtgemeinde Bremen durch Ortsgesetz aufheben.

## Kommunalverfassungstypen
Allen Kommunalverfassungen ist die Existenz einer Vertretungskörperschaft als oberstem Beschlussorgan gemeinsam, dem zentrale kommunale Entscheidungen obliegen, die in der jeweiligen Gemeindeordnung aufgeführt sind, da dies durch Art. 28 Abs. 1 Sätze 2 und 4 des Grundgesetzes vorgeschrieben ist. Dieses Beschlussorgan wird überwiegend Gemeinderat oder Gemeindevertretung in Hessen, auch in Brandenburg, Mecklenburg-Vorpommern und Schleswig-Holstein genannt. In den Städten sind abweichende Bezeichnungen vorgeschrieben: Stadtrat oder Stadtverordnetenversammlung. Unterschiede gibt es bei der Stellung des Ausführungsorgans (Gemeindevorstand, Bürgermeister, Oberbürgermeister, Magistrat, im Katastrophenschutz vereinheitlichend Hauptverwaltungsbeamten) benannt.
In der Praxis haben sich drei Kommunalverfassungstypen herausgebildet:
- die (süddeutsche) Bürgermeisterverfassung,
- die (norddeutsche) Ratsverfassung und
- die nur in Hessen, Schleswig-Holstein und Bremerhaven noch bestehende (unechte) Magistratsverfassung.

Die Typisierung hat in weiten Teilen an Bedeutung verloren; sie hat aber noch rechtsgeschichtliche Bedeutung (z. B. die Magistratsverfassung geht auf die Preußische Städteordnung von 1808 zurück).

### Bürgermeisterverfassung
Die Bürgermeisterverfassung besteht aus dem wesentlichen Typus der Süddeutschen Bürgermeisterverfassung (heute: Süddeutsche Ratsverfassung), die heute der verbreitetste Typus der Kommunalverfassungen in Deutschland ist, und einem Untertypus, der mittlerweile nicht mehr existierenden Rheinischen Bürgermeisterverfassung, die sich nur im Wahlverfahren unterschied.

#### Süddeutsche Bürgermeisterverfassung
Die Süddeutsche Bürgermeisterverfassung hat sich traditionell seit dem 19. Jahrhundert im Königreich Bayern, dem Königreich Württemberg und im Großherzogtum Baden entwickelt. Hier werden die kommunalen Entscheidungen durch zwei Organe getroffen: den Rat und den (hauptamtlichen) (Ober-)Bürgermeister. Beide Organe werden unmittelbar durch die Bürgerschaft gewählt, aber oft mit unterschiedlichen Wahlperioden (die Räte zumeist auf fünf Jahre, die (Ober-)Bürgermeister häufig auf acht Jahre – hier gibt es zwischen den Ländern erhebliche Abweichungen). Damit soll die Unabhängigkeit beider Ämter voneinander betont und ein „Lagerdenken“ wie in den Landesparlamenten oder im Bundestag verhindert werden.
Der (Ober-)Bürgermeister hat in dieser Verfassung eine starke Stellung inne, da er die Beschlüsse des Rates vollzieht, die Kommune nach außen vertritt und Leiter der Gemeindeverwaltung ist. Des Weiteren obliegen ihm eigene Zuständigkeiten, die ihm der Rat nicht entziehen kann (Weisungsangelegenheiten, Geschäfte der laufenden Verwaltung). Klassischerweise ist der Bürgermeister zugleich Ratsvorsitzender; trifft dies nicht zu, spricht man auch von einer Dualistischen Bürgermeisterverfassung.
Die Süddeutsche Bürgermeisterverfassung wurde etwa ab 2000 und entsprechend der Einführung der Direktwahl des (Ober-)Bürgermeisters mehr und mehr als „Süddeutsche Ratsverfassung“ bezeichnet. Dies hat allerdings mehr methodischen Sinn, da eine doppelte Abgrenzung („süddeutsch“ + „Bürgermeister“ versus „norddeutsch“ + „Rat“) durch die zahlreichen Varianten immer weniger Sinn machte. In dieser Begrifflichkeit ist sie heute in Deutschland zum vorherrschenden Typus der Kommunalverfassungen geworden (s. u.).

#### Rheinische Bürgermeisterverfassung
Die Rheinische Bürgermeisterverfassung bestand bis in die 1990er Jahre in Rheinland-Pfalz und dem Saarland. Diese Verfassungsform lehnte sich an die Süddeutsche Bürgermeisterverfassung mit zwei zentralen Organen an. Unterschiedlich war die Wahl des (Ober-)Bürgermeisters: Während dieser in der Süddeutschen Bürgermeisterverfassung direkt gewählt wird, fand die Wahl bei der Rheinischen Bürgermeisterverfassung durch den jeweiligen Rat, also indirekt statt.

### Ratsverfassung
Die Ratsverfassung, häufig auch Norddeutsche Ratsverfassung, ging auf Vorstellungen der britischen Besatzungsmacht nach 1945 zurück und lag lange dem Kommunalrecht in Nordrhein-Westfalen und in Niedersachsen zugrunde.
In der Norddeutschen Ratsverfassung stellte der Rat das wichtigste und zentrale Organ dar. Dem (Ober-)Bürgermeister, der vom Rat gewählt wurde, kam in diesem Modell lediglich die Vorsitzfunktion im Rat zu. Die Verwaltungsgeschäfte wurden von einem (Ober-)Stadtdirektor als Hauptverwaltungsbeamtem wahrgenommen, der ebenfalls vom Rat gewählt in dessen Auftrag tätig wurde (rein vollziehende Tätigkeit). Umgangssprachlich nannte man dieses Modell Zweigleisigkeit oder Doppelspitze.
In beiden Ländern ist die Norddeutsche Ratsverfassung in den 1990er Jahren von der Süddeutschen Bürgermeisterverfassung abgelöst worden (Eingleisigkeit). Der (Ober-)Bürgermeister leitet nun auch die jeweiligen Verwaltungen. In Nordrhein-Westfalen werden (Ober-)Bürgermeister auf fünf Jahre gemeinsam mit dem Rat (der ebenfalls eine reguläre Wahlperiode von fünf Jahren besitzt) gewählt. In Niedersachsen wurden die Samtgemeindebürgermeister und die (Ober-)Bürgermeister auf acht Jahre gewählt. Aufgrund einer Gesetzesänderung wurden bis 2016 die Amtszeiten der Hauptverwaltungsbeamten mit der Wahlperiode der Abgeordneten der Vertretungen synchronisiert, also auf fünf Jahre verkürzt.

### Magistratsverfassung
Die auf den preußischen Reformpolitiker Freiherr vom Stein und die von ihm entwickelte „Ordnung für sämtliche Städte der preußischen Monarchie“ von 1808 zurückgehende Magistratsverfassung gilt heute nur noch in Bremerhaven und in abgewandelter Form (Direktwahl des Bürgermeisters) in Hessen; in Schleswig-Holstein wurde sie Ende der 1990er Jahre teilweise abgeschafft und mit den 2000er Jahren modifiziert weitergeführt.
In ihrer ursprünglichen Form sah die Verfassung eine strikte Trennung zwischen dem Kollegialorgan Magistrat, der aus dem (Ober-)Bürgermeister sowie haupt- und ehrenamtlichen Beigeordneten besteht und die Verwaltung der Stadt darstellt, und der Stadtverordnetenversammlung, die aus den Stadtverordneten als Vertretern des Volkes besteht und der ein Stadtverordnetenvorsteher vorsteht, vor. Diese Trennung ist so strikt, dass die Mitglieder des Magistrats als Ehrenbeamte oder Wahlbeamte nicht gleichzeitig Mandatsträger in der Stadtverordnetenversammlung sein dürfen. Ursprünglich sollten Magistrat und Stadtverordnetenversammlung gleichrangig sein; kein Organ sollte „wichtiger“ als das andere sein. Die Kompetenzen, die nach Bürgermeisterverfassung auf den Bürgermeister konzentriert sind, werden in diesem Modell dem Magistrat zugewiesen (der Bürgermeister ist lediglich kraft Gesetzes Vorsitzender des Magistrats; er kann in unaufschiebbaren Fällen eine Eil-Entscheidung treffen; er ist Dienstvorgesetzter aller Beamten und Arbeitnehmer der Gemeinde; verletzt ein Magistratsbeschluss das Recht, kann er widersprechen und letztlich die Entscheidung der Gemeindevertretung herbeiführen); der jeweilige Bürgermeister muss sich also im Kollegium des Magistrats abstimmen und kann die Beigeordneten nicht anweisen.
Dieses Modell war in der Weimarer Republik – wobei dem Magistrat auf kommunaler Ebene die unterschiedlichsten Bezeichnungen zugewiesen wurden – das grundlegende Modell der Leitung einer (größeren) Gemeinde. Durch die Entwicklungen ab 1933 und vor allem durch die Zeit der Besatzungsmächte wurde dieses Modell nach 1945 nur in den genannten Bundesländern wiederbelebt, wobei bis heute Bremerhaven eine Ausnahmestellung zukommt.
Ursprünglich wurde der Bürgermeister in der Magistratsverfassung von der jeweiligen Gemeindevertretung gewählt (vor 1933 bedurfte es sogar des Konsenses zwischen Magistrat und Stadtverordnetenversammlung). Allerdings durften anfangs nur besitzende, männliche Bürger die Stadtverordneten wählen. Die Magistratsverfassung wurde in nur wenigen Staaten des Deutschen Bundes rezipiert (wenn auch mit unterschiedlichen Wahlverfahren, z. B. Zwei-Klassen-Wahlrecht in Kurhessen oder Drei-Klassen-Wahlrecht in der preußischen Rheinprovinz); so galt sie sinngemäß ab 1832 auch in Sachsen für die Städte und in Kurhessen ab 1834 sowohl für Städte als auch für Landgemeinden. Erst nach dem Untergang des Deutschen Bundes 1866 und der Annexion Hannovers, Kurhessens und Nassaus wurde die Magistratsverfassung in der Mitte der 1880er Jahre auch in den meisten Provinzen der preußischen Monarchie eingeführt.
Beginnend ab 1990 wurde die Magistratsverfassung in Schleswig-Holstein immer wieder modifiziert, weshalb heute eher von einer Mischform gesprochen werden muss. Etabliert ist seit 2002 eine Trennung zwischen Stadtverordnetenversammlung (Gemeindevertretung) und Bürgermeister (Gemeindeverwaltung), mit der Möglichkeit, dem Bürgermeister weitere hauptamtliche Stadträte gemäß § 66 Gemeindeordnung SH beizuordnen. Das System differenziert jedoch stark nach Größe der Gemeinde. Auch in Hessen gilt seit 1993 nur noch eine unechte Magistratsverfassung mit volksgewähltem Bürgermeister.

## Gemeindeordnungen der Länder
Die Unterschiede der Verfassungstypen in den Ländern sind bedingt durch die dortigen Besatzungsmächte, die nach dem Krieg in den Ländern zum Teil ihre Vorstellungen von kommunalen Strukturen vorgaben. In der amerikanischen Besatzungszone erließen die Staaten (Länder sind sie erst viel später geworden) Bayern, Hessen und Württemberg-Baden unter dem alten Namen Deutsche Gemeindeordnung inhaltlich völlig neue Gemeindeordnungen; die alte Deutsche Gemeindeordnung wurde quasi entnazifiziert und demokratisch modernisiert. Das Führerprinzip, die Berufung des Bürgermeisters, der Beigeordneten (seiner Stellvertreter) und der Gemeinderäte (ohne direkte oder indirekte Wahl durch das Volk) sowie das weitgehende Vorschlags- bzw. Vetorecht des „Beauftragten der NSDAP“ (der „Parteibeauftragte“) der Deutschen Gemeindeordnung vom 30. Januar 1935 (§§ 33 Abs. 1, 41, 45 Abs. 1, 51 Abs. 1 und 54 Satz 1 DGO), welche die Durchsetzung des Führerprinzips auf Gemeindeebene gesetzlich vorgesehen hatte, verschwanden; Hessen und Württemberg-Baden behielten für kurze Zeit zwar noch den alten Namen „Deutsche“ Gemeindeordnung bei, Bayern folgte dem nicht und erließ von Anfang an nur eine „Gemeindeordnung“. In den anderen Ländern Deutschlands kam es erst 1946 bis 1948 zu Aufhebungsgesetzen (endgültig z. T. erst 1955). In den fünf Bundesländern der Sowjetischen Besatzungszone wurden durch die neu eingeführten Gemeindeordnungen 1946 alle vorher geltenden (Gemeinde-)Ordnungen summarisch außer Kraft gesetzt.
Die Bezeichnungen und Bedeutungen der kommunalen Organe variieren entsprechend in den einzelnen Ländern deutlich. Zudem finden sich Unterschiede abhängig davon, ob es sich (nur) um eine Gemeinde oder eine Stadt handelt.
| Land                   | Abkürzung | Verfassungstyp | Vertretungsorgan |
| ---------------------- | --------- | --- | --- |
| Baden-Württemberg      | GemO      | Süddeutsche Ratsverfassung | G: Gemeinderat S: Gemeinderat |
| Bayern                 | GO        | Süddeutsche Ratsverfassung | G: Gemeinderat (M: Marktgemeinderat) S: Stadtrat                                                                                                  |
| Berlin                 | –         | keine Gemeindeordnung | Aufgabe übernehmen das Abgeordnetenhaus und die Bezirksverordnetenversammlungen                                                                   |
| Brandenburg            | BbgKVerf  | Süddeutsche Ratsverfassung Sonderfall: In amtsfreien Gemeinden wählt die Gemeindevertretung einen Vorsitzenden und Stellvertreter aus ihren Reihen | G: Gemeindevertretung S: Stadtverordnetenversammlung                                                                                              |
| Bremen                 | VerfBrhv  | nur Bremerhaven Mag.Verf. | Stadtverordnetenversammlung (Bremerhaven) und Stadtbürgerschaft (Bremen)                                                                          |
| Hessen                 | HGO       | Magistratsverfassung | G: Gemeindevertretung S: Stadtverordnetenversammlung                                                                                              |
| Hamburg                | –         | keine Gemeindeordnung | Aufgabe übernimmt die Hamburgische Bürgerschaft                                                                                                   |
| Mecklenburg-Vorpommern | KV M-V    | Süddeutsche Ratsverfassung | G: Gemeindevertretung S: Stadtvertretung (in den Hansestädten: Bürgerschaft)                                                                      |
| Niedersachsen          | NKomVG    | Süddeutsche Ratsverfassung (Regelfall; auch bei Samtgemeinden) Norddeutsche Ratsverfassung (in Mitgliedsgemeinden von Samtgemeinden) | G: Rat S: Rat |
| Nordrhein-Westfalen    | GO NRW    | Süddeutsche Ratsverfassung | G: Rat der Gemeinde S: Rat der Stadt |
| Rheinland-Pfalz        | GemO      | Süddeutsche Ratsverfassung | G: Gemeinderat S: Stadtrat |
| Saarland               | KSVG      | Süddeutsche Ratsverfassung | G: Gemeinderat S: Stadtrat |
| Sachsen                | SächsGemO | Süddeutsche Ratsverfassung | G: Gemeinderat S: Stadtrat |
| Sachsen-Anhalt         | KVG LSA   | Süddeutsche Ratsverfassung | G: Gemeinderat S: Stadtrat |
| Schleswig-Holstein     | GO SH     | Unechte Magistratsverfassung (hauptamtliche Bürgermeister in größeren Gemeinden) Dualistische Bürgermeisterverfassung (ehrenamtliche Bürgermeister in kleineren Gemeinden) Süddeutsche Ratsverfassung (ehrenamtlicher Bürgermeister mit Gemeindeversammlung) | G: Gemeindevertretung In kleinen Gemeinden: Gemeindeversammlung (Beispiel Wiedenborstel) S: Stadtvertretung (oder wie in Hauptsatzung festgelegt) |
| Thüringen              | ThürKO    | Süddeutsche Ratsverfassung | G: Gemeinderat S: Stadtrat |

## Historische Entwicklung
Bereits im Mittelalter gab es in Form des Stadtrechts Stadtordnungen. Das Kommunalrecht in Deutschland hat sich aus sehr alten Rechtsquellen entwickelt. Grundlage der heutigen Gemeindeordnungen in Deutschland ist die Selbstverwaltungsgarantie der Verfassungen der Länder bzw. der Artikel 28 Absatz 2 des Grundgesetzes. Während der Herrschaft durch das französische Erste Kaiserreich wurden diese Rechte in den besetzten Gebieten den Gemeinden garantiert (z. B. durch das Gemeindeedikt von 1808 in Bayern und die Preußische Städteordnung von 1808 von Monarchen).

### Entwicklung während der Weimarer Republik
Genauso wie die Gemeinden in Frankreich noch heute, besaßen auch die deutschen Kommunen bis 1918 eine weitgehende finanzielle Autonomie. Folgenschwer war unter anderem für die kommunale Selbstverwaltung die Zentralisierung der Reichsfinanzverwaltung im Zuge der Erzbergerschen Reformen. Am 12. August 1919 informierte Reichsfinanzminister Erzberger die Delegierten der Nationalversammlung über die neuen Strukturen folgendermaßen:
„Ich bin mir klar darüber und will auch Klarheit schaffen: Die Durchführung der reichseigenen Steuerorganisation wird den größten Schritt zum Aufbau des deutschen nationalen Einheitsstaates darstellen.“
Mit dem Landessteuergesetz vom 30. März 1920, der erstmaligen Aufnahme einer besonderen Finanzausgleichsgesetzgebung, verloren die Länder und Gemeinden dann final ihre finanzielle Unabhängigkeit und wurden von den Zuwendungen der Reichsregierung abhängig. Formal blieben zwar die weit über 30 unterschiedlichen Städte- und Gemeindeordnungen bestehen, jedoch erarbeiteten nahezu alle Parteien während der Weimarer Republik Konzepte zur Errichtung eines Zentral- bzw. Einheitsstaates. Weite Teile der SPD, darüber hinaus der Linken insgesamt und mehrere rechte Parteien, waren überzeugte Unitaristen. Hingegen blieben einige rechtsgerichtete, konservative Parteien Föderalisten. Insbesondere Monarchisten und Parteien wie die USPD oder KPD strebten genauso wie die NSDAP eine Alleinherrschaft an, in der Pluralismus keinen Platz mehr einnehmen sollte.
Der Auftakt zur endgültigen Unterminierung des Föderalismus erfolgte dann am 20. Juli 1932 durch die direkte Unterstellung des Landes Preußen unter die Reichsregierung. Diese Idee eines „Neuen Staates“ der Reichsregierung unter Franz von Papen ist deshalb umso gravierender gewesen, weil der Freistaat Preußen das größte Land der Weimarer Republik war und zwei Drittel des Reichsterritoriums sowie Dreifünftel der Reichsbevölkerung umfasste. Diese Entwicklung hatte auch Wirkung für die kleineren Länder.

### Entwicklung während der Zeit des Nationalsozialismus
Bereits zwei Monate nach Errichtung der Diktatur durch die NSDAP trat am 31. März 1933 das von der Mehrheit der noch im Reichstag vertretenen, rechtsgesinnten Parteien mitgetragene und vom Reichspräsidenten Paul von Hindenburg bewilligte Gleichschaltungsgesetz (RGBl. I S. 153) in Kraft. Damit wurden die Landtage aufgelöst und auf Basis der Stimmenzahl der Reichstagswahl vom 5. März 1933 im jeweiligen Land neu gebildet, wobei die Nationalsozialisten in den meisten Länderparlamenten ohnehin bereits die absolute Mehrheit besaßen.
Im Dezember 1933 folgte als erstes in Preußen ein einheitliches Gemeindeverfassungsgesetz, das alle bisher gültigen Städteordnungen und Landgemeindeordnungen aufhob. Am 30. Januar 1934 wurde im Reichstag das Gesetz über den Neuaufbau des Reiches beschlossen und im Reichsgesetzblatt (RGBl.) verkündet. Die bisherige Existenz der Länder verlor damit ihre Bedeutung; dieses Gesetz übertrug alle Zuständigkeiten und Befugnisse der Länder auf die Reichsregierung und machte diese zum Landesverfassungsgeber.
Die Deutsche Gemeindeordnung vom 30. Januar 1935 schuf ein einheitliches Kommunalrecht nach dem Führerprinzip. Zwar blieb de jure die kommunale Selbstverwaltung erhalten, jedoch erfolgte die Festlegung der Befugnisse und Stellung des Leiters der Gemeinde nicht nur im Sinne des Zentralstaates, sondern im Sinne der NSDAP. Die „Leiter der Gemeinden“ führten fortan im gesamten Deutschen Reich die Bezeichnung „Bürgermeister“ oder in Kreisstädten (heute oft als „kreisfreie Städte“ bezeichnet) „Oberbürgermeister“. Sie wurden nicht mehr gewählt, sondern auf Vorschlag des Beauftragten der NSDAP („Parteibeauftragter“) berufen. Nach lange verbreiteter Forschungsmeinung wird die Deutsche Gemeindeordnung von 1935 als Fortentwicklung der bereits in der Weimarer Republik angestrebten zentralistischen Gesetzgebung und Rechtsprechung gesehen. Obwohl dieses Gesetz während der Diktatur eines Terrorregimes erlassen wurde und undemokratisch ist, wird mitunter vertreten, dass in Teilen der Regelungsgehalt der Deutschen Gemeindeordnung, besonders des Sechsten Teils der DGO, die Gemeindewirtschaft (§§ 60 – 105 DGO), und (mit Einschränkungen) die Vorschriften des Siebenten Teils, die Aufsicht (§§ 106 – 116 DGO), kein spezifisch nationalsozialistisches Gedankengut enthalten.  Dementsprechend wurden nach 1949 maßgebliche Bestandteile des Gesetzes als Landesrecht übernommen.

### Entwicklung in den westlichen Besatzungszonen und der Bundesrepublik von 1945 bis 1990

Erste Gemeindeordnung nach dem Zweiten Weltkrieg, Ende 1945 in Hessen

Der Wiederaufbau der gemeindlichen Selbstverwaltung erfolgte ab dem Ende des Zweiten Weltkrieges zunächst unter der Überwachung und Aufsicht der jeweiligen Besatzungsmächte. Die Städte und Gemeinden waren nach dem Ende der NS-Diktatur die einzigen verbliebenen, funktionstüchtigen Einheiten, die ein geregeltes Leben nach den politischen und rassistischen Verfolgungen und Morden sowie dem Zusammenbruch der Infrastruktur nach dem Krieg wieder organisieren konnten.  Die Gemeindeordnungen in der britischen Besatzungszone orientierten sich eher an der britischen Kommunalverfassung, in der amerikanischen Besatzungszone kam es zu unterschiedlichen Lösungen (in Bayern und Württemberg-Baden eher am Modell der süddeutschen Ratsverfassung; in Hessen eher die am kurhessischen/preußischen Vorbild orientierte, sog. unechte Magistratsverfassung, wahlweise aber auch die Ratsverfassung). Die erste Gemeindeordnung nach dem Ende des Zweiten Weltkriegs erließ die Hessische Landesregierung bereits am 21. Dezember 1945 (damals noch eine „entnazifizierte“ Deutsche Gemeindeordnung für Groß-Hessen, erst ab 1946: Hessische Gemeindeordnung), Anfang 1946 fanden die ersten Kommunalwahlen in Hessen statt, der Volksentscheid über die hessische Verfassung aber erst am 1. Dezember 1946. Die anderen süddeutschen Länder der amerikanischen Zone folgten bald.
Die durch die Verfassungen der Länder garantierte gemeindliche Selbstverwaltung ist auch nicht durch die späteren Regelungen des von den Westalliierten geförderten Grundgesetzes für die Bundesrepublik Deutschland eingeschränkt worden, weil außer der Bestimmung des Art. 28 Abs. 1 Satz 2 GG (In den Ländern, Kreisen und Gemeinden muß das Volk eine Vertretung haben, die aus allgemeinen, unmittelbaren, freien, gleichen und geheimen Wahlen hervorgegangen ist.) keine weiteren kommunalrechtlichen Regelungen auf Bundesebene erfolgten. Kommunalrecht ist seit den Nachkriegsregelungen Ländersache geblieben.

### Entwicklung in der sowjetischen Besatzungszone und der DDR ab 1946
In der sowjetischen Besatzungszone wurde 1946 in den fünf Ländern zwischen dem 11. September (Sachsen) und dem 5. Oktober (Sachsen-Anhalt) jeweils die „Demokratische Gemeinde-Verfassung“ in Kraft gesetzt. Hinsichtlich ihres Inhaltes und ihres Regelungsgehaltes blieb sie nicht hinter denen der westlichen Besatzungszonen zurück.
Mit Gründung der Deutsche Demokratische Republik (DDR) 1949 und der Auflösung der Länder 1952 sowie der immer stärkeren Durchsetzung der Diktatur der SED wurden jedoch praktisch die sich daraus ergebenden Garantien für eine kommunale Selbstverwaltung immer weiter beschnitten, bis sie schließlich mit dem Gesetz über die örtlichen Organe der Staatsmacht vom 18. Januar 1957 gänzlich abgeschafft wurden. Mit dem am gleichen Tag in Kraft gesetzten Gesetz über die Rechte und Pflichten der Volkskammer gegenüber den örtlichen Volksvertretungen übernahm die Volkskammer nicht nur die Aufsicht, sondern auch Weisungsrechte und konnte Beschlüsse der örtlichen Volksvertretungen gänzlich aufheben. Mit diesen beiden Gesetzen wurden die Gemeinden eine untere staatliche Verwaltungsebene der DDR ohne eigenen Wirkungskreis und ohne eigene Rechtspersönlichkeit. Mit dem Gesetz über die Auflösung der Länderkammer der Deutschen Demokratischen Republik vom 8. Dezember 1958 wurden formaljuristisch abschließende Regelungen im Sinne der zentralistischen Staatsführung getroffen. Damit waren die Städte und Gemeinden in der DDR aber auch im juristischen Sinn untergegangen.
In der Amtsperiode der aus einer nicht-zentralistischen, demokratischen Wahl hervorgegangenen Regierung der DDR von April bis Oktober 1990, der Regierung de Maizière, wurden die bereits seit März 1990 diskutierten Rechtsgrundlagen für ein pluralistisches Kommunalrecht eingeführt. Die am 17. Mai 1990 in Kraft getretene Kommunalverfassung der DDR führte zu einer juristischen Wiedergründung der Gemeinden bzw. Städte auf dem Gebiet der DDR (die jedoch weder Rechtsnachfolger der bis dahin bestehenden unteren staatlichen Verwaltungsebene noch Nachfolger der vorher bestehenden Gemeinden wurden oder sind) und zur (Wieder-)Einführung der kommunalen Selbstverwaltung nach dem Vorbild der (alten) Bundesrepublik. Dabei wurde der Text der Kommunalverfassung relativ offen gehalten, um die Gesetzgebungskompetenz der Länder nicht zu stark zu präjudizieren. In der Praxis führte dieses in den Städten und Gemeinden 1990 zunächst zu jeweils örtlich stark abweichenden Übernahmen der beschriebenen Kommunalverfassungstypen. Die Selbstverwaltungsformen konnten sowohl zu Mustern des norddeutschen als auch des süddeutschen Ratsverfassungsmodells tendieren.

### Entwicklung in der Bundesrepublik ab 1990
1993 und 1994 wurde in den Bundesländern Brandenburg, Mecklenburg-Vorpommern, Sachsen, Sachsen-Anhalt und Thüringen die Kommunalverfassung der DDR durch landesgesetzliche Regelungen abgelöst, die sich jeweils stark daran orientierten, welches (westdeutsche) Bundesland die jeweilige Patenschaft innehatte. So kam es, dass die brandenburgische und die mecklenburg-vorpommerische Gemeindeordnung sich an der norddeutschen Ratsverfassung orientieren, während Sachsen die Gemeindeordnung Baden-Württembergs inhaltlich und juristisch fast unverändert übernahm.
Entwicklungen der letzten Jahre richteten sich auf eine stärkere Beteiligung der Gemeindebürger an kommunalen Angelegenheiten (unmittelbare Demokratie auf Gemeindeebene), Modernisierung der Verwaltung („Neues Steuerungsmodell“) und auf die inzwischen deutschlandweit vereinheitlichte Direktwahl des Bürgermeisters, der gleichzeitig Hauptverwaltungsbeamter ist (1994: Nordrhein-Westfalen, Rheinland-Pfalz und Saarland, 1996: Niedersachsen, 1998: Schleswig-Holstein). Die Gemeindeverfassungen wurden in dieser Zeit entsprechend novelliert. Abweichungen zwischen den Ländern gibt es insbesondere bei Wahlzeiten und den Kompetenzen der jeweiligen (Ober-)Bürgermeister.

## Kritik an der norddeutschen und süddeutschen Ratsverfassung
Einer der Kritikpunkte ist die Stellung des (Ober-)Bürgermeisters, der zugleich Hauptverwaltungsbeamter und politischer Repräsentant der Gemeinde ist. Daraus resultiere, dass die Gemeindeverwaltung in Zeiten vor einer Kommunalwahl politisch unter stärkeren Druck gerate und ihre Handlungsfähigkeit teilweise eingeschränkt werden könne, da sich der Hauptverwaltungsbeamte dann stärker dem Wahlkampf widmen werde.
Weiterhin sei, so wird eingewandt, durch die Aufgabenkumulierung der Arbeitsaufwand gestiegen. Insbesondere die Repräsentation fordere bei größeren Kommunen erhebliche Zeit, in der sich der Hauptverwaltungsbeamte nicht mehr mit den laufenden Verwaltungsgeschäften befassen könne, sodass hier der übrigen Verwaltungsspitze erhebliche Freiräume eingeräumt werden müssten. Dagegen sei durch die (alte) zweigleisige norddeutsche Ratsverfassung sichergestellt worden, dass an der Spitze der Verwaltung ein Verwaltungsfachmann bzw. eine -fachfrau stehe, während der repräsentativ tätige ehrenamtliche (Ober-)Bürgermeister einen beliebigen Beruf ausüben konnte (und auch nach dem süddeutschen Modell keineswegs ein Verwaltungsfachmann bzw. eine -fachfrau gewählt würde).
Dieser Kritik wird allerdings auch entgegengehalten, dass in der norddeutschen Ratsverfassung der (Ober-)Bürgermeister niemals seine Vorstellungen oder Beschlüsse des Rates direkt ausführen konnte, sondern stets auf einen Dritten, den (Ober-)Stadtdirektor angewiesen gewesen sei, was in der Praxis zu erheblichen Spannungsverhältnissen, im besten Fall zu zeitlichen Verzögerungen geführt habe. Die konkrete politisch-persönliche Verantwortlichkeit sei aus der Sicht des Rates nie ausreichend gegeben gewesen.
In der Praxis resultieren daraus die noch heute im Bereich der süddeutschen Ratsverfassung erheblich höheren Kompetenzen des (Ober-)Bürgermeisters, die zwar so im Bereich der norddeutschen Ratsverfassung nicht ausgeformt wurden, das Argument der stärkeren Anbindung der Verwaltung an den Rat ist jedoch eines der wichtigsten Argumente gewesen, die unterschiedlichen Gemeindeordnungen in diesem Punkt zu vereinheitlichen.